# Theages leucophaea
Theages leucophaea är en fjärilsart som beskrevs av Walker 1855. Theages leucophaea ingår i släktet Theages och familjen björnspinnare. Inga underarter finns listade i Catalogue of Life.